# Batalha de Tal Afar (2014)
A Batalha de Tal Afar ou queda de Tal Afar foi um ataque militar relâmpago realizado em 15 de junho de 2014 na cidade iraquiana de Tal Afar durante a Guerra Civil Iraquiana. O ataque foi iniciado pelo Estado Islâmico e terminou com a sua vitória perante as forças policiais e as Forças Armadas Iraquianas, que acabaram em sua maioria sendo executados ou expulsos da cidade.

## Desenvolvimento
Em 15 de junho, os jihadistas atacam Tall Afar bombardeando a cidade, matando dez pessoas e ferindo quarenta, e depois o ataque, dezoito insurgentes são mortos de acordo com as autoridades iraquianas. Segundo Mohamed al-Bayati, chefe do comitê de segurança do Conselho Provincial de Ninawa e nativo de Tal Afar, entre 500 a 700 combatentes insurgentes participam do ataque.
Os jihadistas do Estado Islâmico cercaram a cidade e destruíram suas comunicações, cujo objetivo era desmotivar as tropas governistas. Como resposta, a Força Aérea Iraquiana bombardeou diferentes pontos das áreas periféricas da cidade, porém isso não impediu que o Estado Islâmico rompesse as defesas da cidade e destruísse tudo em seu caminho, expulsando o exército iraquiano e praticamente eliminando todos os membros da polícia local.
No dia 17 de junho, os atacantes assumiram o controle da maior parte da cidade depois de combates que mataram pelo menos várias dezenas de pessoas. As tropas governistas, apoiadas por residentes armados, ainda mantêm alguns bolsões de resistência, incluindo partes do aeroporto.
Em 23 de junho, o exército iraquiano e parte da população abandonam a cidade, totalmente conquistada pelos insurgentes, assim como seu aeroporto. Antes de partir, soldados iraquianos executam vários prisioneiros.

## Baixas
De acordo com Noureddine Qabalane, número dois do Conselho da Província de Ninawa, cerca de 50 civis foram mortos nos combates, bem como dezenas de soldados e insurgentes. Segundo uma autoridade municipal, cerca de 200 mil civis tiveram que fugir, metade da população da cidade e seus arredores.